# Natalia Oréjova
Natalia Ígorevna Oréjova –en ruso, Наталья Игоревна Орехова– (Moscú, 28 de noviembre de 1972) es una deportista rusa que compitió en esquí acrobático.
Ganó una medalla de plata en el Campeonato Mundial de Esquí Acrobático de 1993, en la prueba combinada. Participó en tres Juegos Olímpicos de Invierno, entre los años 1994 y 2002, ocupando el séptimo en Salt Lake City  2002 en la prueba de salto aéreo.

## Medallero internacional
| Campeonato Mundial | Campeonato Mundial   | Campeonato Mundial | Campeonato Mundial |
| Año                | Lugar                | Medalla            | Competición        |
| ------------------ | -------------------- | ------------------ | ------------------ |
| 1993               | Altenmarkt (Austria) | Medalla de plata   | Combinada          |